# الجاعونة
الجاعونة كانت قرية فلسطينية تبعد 5 كيلومتر شرق مدينة صفد. وتحيط بها اراضي قرى فرعم، بيريا وروش بينا شارك سكان القرية في عدة معارك ضد الصهاينة وتجدر الإشارة إلى أن الشهيد عبد الله الأصبح أحد قادة ثورة 1936–1939 ولد في الجاعونة. في أعقاب نكبة 1948، أجبر سكانها على اللجوء نحو سوريا.

## جغرافيا
كانت الجاعونة تقع على سفح جبل كنعان وتشرف على غور الأردن من الجهات كافة، ما عدا الغرب. وكانت قريبة من الجانب الغربي لطريق عام يوصل إلى صفد وطبريا. في سنة 1596، كانت الجاعونة قرية في ناحية جيرة (لواء صفد)، وعدد سكانها 171 نسمة. وكانت تؤدي الضرائب على عدد من الغلال كالقمح والشعير والزيتون، بالإضافة إلى عناصر أُخرى من الإنتاج والمستغلات كالماعز وخلايا النحل وطاحونة تعمل بالقوة المائية. في أواخر القرن التاسع عشر، كانت الجاعونة قرية مبنية بالحجارة، وكان عدد سكانها 140–200 نسمة يعملون في زراعة التين والزيتون، وكانوا كلهم من المسلمين. وكان في الجاعونة مدرسة ابتدائية للبنين أُسست أيام العثمانيين. في الأزمنة الحديثة، كان معظم سكان القرية يعمل في الزراعة، أو في البناء. وعلى الرغم من قلة موارد المياه عندهم، فقد كانوا يزرعون الحبوب والزيتون والتين الهندي والعنب. في 1944–1945، كان ما مجموعه 248 دونماً مخصصاً للحبوب، و172 دونماً مروياً أو مستخدماً للبساتين.

## تاريخ
حوالي عام 1878، اشترى إليعازر روكح مع بعض أصدقاء له من اليشوب القديم وهم من عائلات يهودية أشكنازية من المستوطنة القديمة في صفد، أغلبهم ولدوا في فلسطين، وبعضهم من الجيل الثالث بالفعل، أو أولئك الذين جاءوا إلى إسرائيل في سن مبكرة جدًا، جزءاً من أراضي قرية الجاعونة يبلغ حوالي 2500 دونم من فلاحين دروز من أجل تمويل هجرتهم إلى حوران. وكانت العلاقات الطبيعية تسود بين العرب واليهود.
بذات العام استقروا بها وعاشوا بين العرب خوفًا من عدم قدرتهم على مواجهة غارات البدو بمفردهم، وكانت بيوتهم شبيهة ببيوت العرب. وأطلقوا على مستوطنتهم اسم جي أوني ("وادي قوتي") كتعديل عبري للاسم العربي.
أنشاءت المستوطنة قبل أسابيع قليلة من إنشاء مستوطنة بتاح تكفا، وبالتالي فهي أول مستوطنة يهودية تأسست على أرض فلسطين في الفترة الحديثة. بعد ذلك باع مستوطنوا جاي أوني الأرضي لمجموعة مستوطنين جدد وصلوا من موينشيت في رومانيا وأنشأوا نسخة متجددة من المستعمرة اسموها "روش بينا". ولكن عدد سكانها اليهود ظل قليلاً جداً ولم يتجاوز 400 نسمة سنة 1948 عند قيام دولة اسرائيل، هذا بالرغم من المساعدات المالية التي قدمها البارون روتشيلد لهم من اجل البناء وشراء الاجهزة الزراعية وغيرها.
أظهرت قائمة بالسكان من حوالي عام 1887 من إعداد غوتليب شوماخر أن عدد سكان قرية الجاعونة يبلغ حوالي 930 نسمة هم 555 مسلمًا و375 درزيًا. وكان عدد السكان العرب في سنة 1948 أي قبل التهجير 1334 نسمة تم تهجيرهم في شهر ايار من نفس العام وبقي بعض السكان العرب في الجاعونة بعد الاحتلال، لقد تم طردهم ونقلهم بالشاحنات التابعة للجيش الاسرائيلي في منتصف ليل 5 حزيران سنة 1949.
كان مصير الجاعونة وثيق الارتباط بمصير مدينة صفد المجاورة. ويقول المؤرخ الإسرائيلي بِني موريس أن نزوح سكان الجاعونة كان حدث في وقت ما قبل 2 مايو 1948، وأدى إلى زيادة الذعر في صفوف سكان صفد. ويذكر موريس في مكان آخر أن الجاعونة أُفرغت من سكانها بعد ذلك التاريخ بأسبوع واحد، أي في 9 مايو، إبان الهجوم النهائي على صفد. وعلى أية حال، احتلت الجاعونة في سياق عملية يفتاح، التي شنت في النصف الثاني من أبريل. وعلى الرغم من الاحتلال الصهيوني للجاعونة، فقد بقي بعض سكانها فيها حتى يونيو 1949، على الأقل عندما طُردوا منها بالقوة مع سكان قريتين أُخريين. ويروي موريس أن شاحنات الجيش الإسرائيلي أحاطت، في منتصف ليل 5 يونيو، بالقرى الثلاث وأرغمت السكان على الصعود إلى الشاحنات (بوحشية.. مع الرفسان والشتائم والإهانات...) (بحسب ما قال عضو الكنيست إليعيزر برائي)، ثم أفرغتهم منها على سفح تل أجرد بالقرب من قرية عكبرة، التي تبعد نحو 5 كلم إلى الجنوب الغربي. وعندما احتج برائي، وهو عضو في حزب مبام، على عمليات الطرد أجاب رئيس الحكومة، دافيد بن غوريون، أنه وجد الأسباب العسكرية الموجبة لذلك (كافية). وذكر موريس، نقلاً عن مصادر إسرائيلية، أن اللاجئين من الجاعونة مكثوا في عكبرة (أعواماً عدة ... في أوضاع مهينة من الازدحام السكاني). لكن لا يُعلم، على وجهة الدقة، متى أُخليت القرية تماماً من سكانها.

## في هذه الأيام
باتت مستعمرة روش بينا تحتل موقع القرية. وقد بقي الكثير من منازل القرية قائماً؛ بعضها يشغله سكان المستعمرة، وبعضها الآخر حجري مهجور ومدمّر. ولأحد المنازل باب تعلوه قنطرة. يقدر تعداد اللاجئين المبعدين عن القرية في عام 1998 بنحو 8,192.

## ببليوغرافيا
- كلود كوندر وهربرت كتشنر (1881): The Survey of Western Palestine: memoirs of the topography, orography, hydrography, and archaeology. لندن:لجنة صندوق استكشاف فلسطين. Vol 1
- هداوي، Sami (1970)، Village Statistics of 1945: A Classification of Land and Area ownership in Palestine، مركز أبحاث منظمة التحرير الفلسطينية، مؤرشف من الأصل في 2019-07-08
- الخالدي، وليد (1992)، All That Remains: The Palestinian Villages Occupied and Depopulated by Israel in 1948، واشنطن دي سي: مؤسسة الدراسات الفلسطينية، ISBN:0-88728-224-5
- موريس، بني (2004)، The Birth of the Palestinian Refugee Problem Revisited، مطبعة جامعة كامبريدج، ISBN:978-0-521-00967-6
- أوليفانت، لورانس (1887)، Haifa, or Life in Modern Palestine، archive.org، مؤرشف من الأصل في 2022-05-20

## وصلات خارجية
- الجاعونة ترحب بكم